# Trifle
Trifle é uma sobremesa composta por pão-de-ló (que pode ser o que restou dum bolo feito há alguns dias) salpicado ou ensopado em sherry, colocado numa taça de servir, de preferência transparente, em camadas com gelatina, fruta fresca (tipicamente amoras, framboesas ou morangos) e leite-creme. Terminar com uma camada de fruta e, por cima, nata batida ou chantili, fruta fresca em fatias ou amêndoas torradas e fatiadas. 
A maior parte dos ingredientes acima mencionados podem encontrar-se já preparados, ou em embalagens que permitem uma preparação rápida (com exceção das frutas frescas e do sherry). E alguns não são “obrigatórios”. Nos Burns Suppers, é muitas vezes servido um Tipsy Laird Trifle, que não leva gelatina e que, em vez do sherry, leva whisky ou Drambuie (provavelmente por isso se chama “tipsy”, que significa "ligeiramente bêbedo"). 